# Eurithia vivida
Eurithia vivida là một loài ruồi trong họ Tachinidae.